# Magali Harvey
Magali Harvey (Ciudad de Quebec, 16 de agosto de 1990) es una licenciada en administración y jugadora canadiense de rugby que se desempeña como wing. En los World Rugby Premios de 2014 fue elegida la Mejor Jugadora del Mundo.

## Selección nacional
Fue convocada a las Canucks por primera vez en julio de 2013, normalmente es una jugadora titular en su seleccionado y hasta el momento lleva 19 partidos jugados.
En 2015 integró la recién creada Selección canadiense de Sevens que participó de los Juegos Panamericanos de 2015, las Canucks resultaron campeonas invictas venciendo en todos los partidos.

### Participaciones en Copas del Mundo
Disputó la Copa del Mundo de Francia 2014 resultando subcampeona y actualmente se encuentra disputando el Mundial de Irlanda 2017.
| Mundial                                | Sede    | Resultado    | PJ | Puntos |
| -------------------------------------- | ------- | ------------ | -- | ------ |
| Copa Mundial de Rugby Femenino de 2014 | Francia | Subcampeona  | 5  | 61     |
| Copa Mundial de Rugby Femenino de 2017 | Irlanda | Disputándose | 3  | 51     |

## Palmarés
- Campeona de la Nations Cup Femenina de 2013.